# 切森特站
切森特站（英語：Cheshunt railway station）是伦敦地上铁李河谷線及英国国营铁路公司西盎格利亞主線的一座车站，位于赫特福德郡，属于第8收费区。

## 歷史
1840年9月15日，北部和東部鐵路開通經過該地區，但並未在此設站。1846年5月31日，本站開通，屬於東部郡鐵路的一部分。本站自1960年11月21日開始電氣化工程，直至1969年5月5日結束。本站在2005年12月至2006年8月進行翻新工程，包括重建站舍和人行天橋。2011年，本站開始安裝驗票閘門。在2012年夏季奧林匹克運動會期間，本站是去往李爾峽谷白色水上中心的主要車站。2013年12月，本站開通蠔卡支付功能。

## 列車服務
非高峰期：
- 經托定咸谷站至利物浦街站，每小時4班
- 經七姊妹站至利物浦街站，每小時2班
- 至劍橋站，每小時2班
- 至畢曉普斯托福德站，每小時2班
- 至哈特福站，每小時2班
- 經李橋站至斯特拉特福德站，每小時2班